# Larringes
Larringes é uma comuna francesa na região administrativa de Auvérnia-Ródano-Alpes, no departamento da Alta Saboia. Estende-se por uma área de 8.07 km². Em 2010 a comuna tinha 1 500 habitantes (densidade: 185,9 hab./km²).